# ジャケット・ド・リュクサンブール
ジャケット（ジャクリーヌ）・ド・リュクサンブール（仏:Jacquette(Jacqueline) de Luxembourg, 1415/16年 - 1472年5月30日）は、北フランス出身のイングランドの貴族女性。ベッドフォード公ジョン・オブ・ランカスターの2番目の妻、そしてエドワード4世の王妃エリザベス・ウッドヴィルの母親として知られる。英語名はジャケッタ・オブ・ラクセンバーグ（Jacquetta of Luxembourg）。

## 生涯
リンブルク＝ルクセンブルク家の傍系に位置するルクセンブルク＝リニー家当主のサン＝ポル伯ピエール1世と、その妻のマルゲリータ・デル・バルツォ（1394年 - 1472年）の間の娘として生まれた。嫁ぎ先となるイングランドの王室との血縁では、母方を通じてジョン（欠地王）の直系子孫にあたる。ジョンの末娘エリナー・オブ・レスターとその夫シモン・ド・モンフォールの間の三男ノラ伯ギーの6世孫（つまりジョンの8世孫）に当たるためである。弟にサン＝ポル伯・リニー伯兼フランス王国大元帥ルイがいる。
1433年4月22日、ベッドフォード公ジョン・オブ・ランカスターと結婚した。ベッドフォード公は百年戦争中のイングランド・フランス二重王国の摂政を務めていた。サン＝ポル伯爵家はブルゴーニュ陣営の有力貴族であるのみならず神聖ローマ皇帝ジギスムントとも同族であり、ベッドフォード公としてはジャケッタとの結婚により皇帝家に接近し、欧州大陸におけるイングランドの影響力を拡大しようと考えていた。なお、ベッドフォード公は1432年に先妻でブルゴーニュ公フィリップ3世（善良公）の妹アンヌ・ド・ブルゴーニュに先立たれており、この結婚は再婚だった。
しかし、イングランドの同盟相手の善良公はベッドフォード公の再婚に不満で、先妻アンヌが存命だった1430年にベッドフォード公の従妹イザベル・ド・ポルテュガルと善良公が結婚した時から冷え切っていたベッドフォード公と善良公の関係は悪化、ブルゴーニュがイングランドから離反してフランスと和睦する遠因となった。ジャケッタは1435年9月14日、結婚から2年半ほどで子供もないまま夫と死別した。
イングランド王ヘンリー6世は叔父の寡婦ジャケッタをイングランドに呼び寄せるため、ベッドフォード公の侍従の息子だったサー・リチャード・ウッドヴィルを彼女の許に遣わした。イングランドへの旅行中に2人は恋愛関係となり、王の許しもないまま秘密裏に結婚した。やがてリチャードとの結婚が露見すると、王は腹を立ててジャケッタに与えられるはずだった寡婦財産を没収したが、補償として1000ポンドの年金を受給させた。2度目の結婚生活は長く幸福であり、ジャケッタはリチャードとの間に（判明しているだけで）14人もの子供を授かった。
1440年代半ばまでに、ウッドヴィル家の地位は上昇していった。ジャケッタがヘンリー6世と王妃マルグリット・ダンジューの双方と親族関係にあったことが最大の要因だった。ジャケッタは王の叔父の未亡人であり、ジャケッタの妹イザベルは王妃の叔父メーヌ伯シャルル4世・ダンジューの後妻であった。ジャケッタは宮廷では王妃に次ぐ身分にあり、かつ王妃とは親しい友人関係にあったので、宮廷で大きな影響力を持つことが出来た。さらに1448年に夫リチャードがヘンリー6世の計らいでリヴァーズ男爵に列せられた恩もあり、薔薇戦争の開始時、ウッドヴィル家はランカスター家の与党として活動した。
1464年、ウッドヴィル夫妻の長女エリザベスがヨーク家のエドワード4世と結婚したことで、ウッドヴィル家の運命は大きく変わった。夫リチャードはヨーク派に寝返り、エドワード4世からリヴァーズ伯爵位を授けられ、多くの高級官職にあずかった。しかし同家の突然の隆盛は、ヨーク派の古参の重鎮ウォリック伯リチャード・ネヴィルや王弟のクラレンス公ジョージ、グロスター公リチャード（後のリチャード3世）らの不興を買った。ウォリック伯は1469年に公然とエドワード4世に敵対し、エッジコート・ムーアの戦いでジャケッタの夫リヴァーズ伯と三男ジョンを生け捕ると、2人を斬首してしまった。
国内の実権を掌握したウォリック伯はさらに、ジャケッタに魔術によって国王夫妻を呪ったという汚名を着せ、彼女を魔女裁判にかけようとした。ジャケッタの嫌疑は1470年1月19日、ウォリック伯の軟禁から逃れて一時的に権力を回復した娘婿エドワード4世が開いた枢密院の議決により、無罪と証明された。ジャケッタはその2年後の1472年に亡くなった。リチャード3世は1484年、自身の王位継承を正当化するための法令「ティトゥルス・レギウス」の中で、ジャケッタと長女エリザベスは魔術を使ってエドワード4世とエリザベスの結婚を実現させたと非難したが、この非難の根拠となる証拠は一切挙げられていない 。

## 子女
2番目の夫リチャード・ウッドヴィルとの間に14人の子女があった。
- ルイス・ウッドヴィル（生没年不明、夭折）
- アンソニー・ウッドヴィル（1483年没） - 第2代リヴァーズ伯爵
- ジョン・ウッドヴィル（1469年没）
- ライオネル・ウッドヴィル（1484年没） - ソールズベリー司教
- エドワード・ウッドヴィル（1488年没）
- リチャード・ウッドヴィル（1491年没） - 第3代リヴァーズ伯爵
- エリザベス・ウッドヴィル（1492年没） - サー・ジョン・グレイ（英語版）と結婚、イングランド王エドワード4世と再婚
- アン・ウッドヴィル（1489年没） - バウチャー子爵ウィリアム・バウチャー[7]と結婚、第2代ケント伯ジョージ・グレイ（英語版）と再婚
- メアリー・ウッドヴィル（1481年没） - 第2代ペンブルック伯ウィリアム・ハーバートと結婚
- ジャケッタ・ウッドヴィル（1509年没） - 第8代ストレンジ男爵ジョン・ル・ストレンジと結婚
- マーサ・ウッドヴィル（1500年没） - サー・ジョン・ブロムリーと結婚
- エリナー・ウッドヴィル（1512年没） - サー・アンソニー・グレイと結婚
- マーガレット・ウッドヴィル（1490年没） - 第17代アランデル伯爵トマス・フィッツアラン（英語版）と結婚
- キャサリン・ウッドヴィル（1497年没） - 第2代バッキンガム公ヘンリー・スタフォードと結婚、初代ベッドフォード公ジャスパー・テューダーと再婚[8]